# La febbre degli scacchi
La febbre degli scacchi (in russo Шахматная горячка?, Šachmatnaja gorjačka) è un film del 1925 diretto da Vsevolod Illarionovič Pudovkin e Nikolaj Špikovskij. Il film è incentrato sul Torneo scacchistico di Mosca del 1925.

## Trama
L'ossessione del protagonista (Vladimir Fogel) per gli scacchi lo porta a dimenticare il proprio matrimonio. La sposa, dopo averlo lasciato, incontra José Raúl Capablanca, campione del mondo di scacchi, che la convince ad apprezzare il torneo scacchistico. Torna così la pace tra i due promessi sposi.

## Cast
- Vladimir Fogel' – il protagonista
- Anna Zemcova – la sposa
- José Raúl Capablanca – sé stesso
- Natal'ja Glan
- Zachar Darevskij
- Michail Žarov – l'imbianchino
- Anatolij Ktorov – passeggero del tram
- Jakov Aleksandrovič Protazanov – farmacista
- Julij Jakovlevič Rajzman – assistente del farmacista
- Ivan Koval'-Samborskij – poliziotto
- Konstantin Eggert
- Fëdor Aleksandrovič Ocep – spettatore del torneo (non accreditato)
- Sergej Komarov – il nonno della sposa (non accreditato)

In alcune scene vennero ritratti gli scacchisti durante il torneo di Mosca.
- Ernst Grünfeld
- Aleksandr Il'in-Ženevskij
- Frank James Marshall
- Richard Réti
- Carlos Torre Repetto
- Frederick Yates